# HAKATA PARADISE
HAKATA PARADISE（ハカタ・パラダイス）はCROSS FMで放送されたラジオ番組。 放送期間は1999年4月6日-2001年3月29日、放送時間は毎週月曜日〜木曜日13:00〜17:00、博多駅GIGAスタジオから生放送された。

## 概要
- 「ビートルズからローリン・ヒルまで」をキャッチコピーに、60年代から90年代のヒット曲に博多の情報を乗せて放送するコンセプトでスタートした。
- 愛称は「ハカパラ」。
- 岡部はち郎の「ランチタイムの後は博多駅からお送りしましょう、CROSS FMのお昼はHAKATA PARADISE。」のフレーズでスタート、最後は2人で「ピース」と言って番組を締めていた。

## ナビゲーター
- 岡部はち郎

CROSS FMでは現在の時点では最初にして最後のナビゲーターを担当した番組となっている。
- 武田直子

前番組「SHAKE HIP GROOVIN'」から引き続き番組を担当。番組開始から2000年9月29日まで担当した。
- 相越久枝

2000年秋の番組改編で武田直子が「CROSS FINE MODE」のナビゲーターになったため、後任として2000年10月2日より登場。番組終了まで務めた。

## 主なコーナー
- SNAP SHOT （13:30-13:40）

スポンサーはタイ国政府観光庁とホテル・リッツファイブ（福岡市）。
タイ国の観光スポットや、観光に関する情報を紹介するコーナー。タイ国政府観光庁の担当者などが出演してタイの魅力を紹介した。
このコーナーは月曜日-金曜日を通じて放送され、金曜日は「RADIO SONIC」「CROSS GO!GO! FRID@Y」「RADIO MUSCLE」内で放送された。
2001年4月からは後番組「CROSS DAYTIME MIX」に引き継がれた。
- ワーカー・パラダイス （13:50頃）

福岡で働く人たちのためへの情報提供コーナー。仕事帰りや休日の過ごし方の提案やお店の案内をしたり、期間限定で恋愛相談を受け付けたりした。
- MUSIC EXPRESS（14:10-14:40）

スポンサーであるJR九州から届く旅の情報、列車の情報を紹介した。
このコーナーは月曜日-金曜日を通じて放送され、金曜日は「RADIO SONIC」「CROSS GO!GO! FRID@Y」「RADIO MUSCLE」内で放送された。
2001年4月からは後番組「CROSS DAYTIME MIX」に引き継がれた。
- PARADISE CAFE（15:15-15:35）

スポンサーである西日本新聞に掲載された記事、トピックスを紹介した。
このコーナーは月曜日-金曜日を通じて放送され、金曜日は「RADIO SONIC」で「CAFE SONIC」、「CROSS GO!GO! FRID@Y」「RADIO MUSCLE」内で「FRIDAY CAFE」というタイトルで放送された。
2001年4月からは後番組「CROSS DAYTIME MIX」に引き継がれ「NEWS PAPER BOX」というタイトルに改められた。
- PARADISE STATION （15:50-16:00）

スポンサーである博多駅地下街、マイング博多駅名店街、食堂街1番街の情報を紹介した
2001年4月からは後番組「CROSS DAYTIME MIX」に引き継がれ「HAKATA STATION BOX」というタイトルに改められた。

## エピソードなど
- 提供クレジットは全てジングル化され、武田直子がすべてそのナレーションを担当した。但し、武田直子が降板してからは全て岡部はち郎が担当した。
- 1999年6月29日、福岡県に降った豪雨により近くを流れる御笠川が氾濫し、博多駅構内が浸水し全面停電となったため、GIGAスタジオからの放送が不可能となった。そのためこの日は急遽北九州本社スタジオからの放送に変更、TOGGYがピンチヒッターとして特別番組を放送した。

| CROSS FM 平日のワイド番組 | CROSS FM 平日のワイド番組 | CROSS FM 平日のワイド番組 |
| 前番組                    | 番組名                    | 次番組                    |
| ------------------------- | ------------------------- | ------------------------- |
| SHAKE HIP GROOVIN'        | HAKATA PARADISE           | CROSS DAYTIME MIX         |